# أندرس بودلسن
أندرس بودلسن (بالدنماركية: Anders Bodelsen)‏ روائي وأديب دنماركي، ولد في 11 فبراير 1937 في فريدريكسبرج. وهو ابن كارل أدولف بودلسن وميريتا بودلسن، ومتخرج من ثانوية Ordrup عام 1956. درس القانون والاقتصاد والأدب في جامعة كوبنهاجن، وعمل في الوقت نفسه كصحفي مستقل.
وفيما بين سنة 1963 و1965 كان رئيساً لتحرير مجلة «منظور Perspektiv»، وعمل كذلك في الفترة 1964-1967 كموظف في صحيفة «معلومات Information»  وفي وقت لاحق عمل بصحيفة «السياسة Politiken».
وتزوج من إيفا سيندال-بيدرسن في عام 1975.

## من أعماله
من بين العديد من الأعمال التي كتبها:
- الدفيئة (1965)
- حادث غير مقصود (1968)
- فكر في عدد (1968) تم إنتاجها كفيلم سينمائي فيم بعد.[9]
- كل ما هو مسموح به (1969)
- نقطة التجمد (1969)
- شتراوس (1971)
- موقف الأدلة (1973)
- المال والحياة (1976)
- عملية «كوبرا» (1978)
- دومينو (1984)
- التدقيق (1985)
- شجر الأبنوس (1986)
- تعتيم (1988)
- المدينة بدون حرائق (1989)
- سبتمبر الأحمر (1991)
- الباب المفتوح (1997)

والعديد من الكتب التي أُنتجت كأفلام سينمائية.
تم نشر أول أعمال أندرس بودلسن -وهي رواية «زمن الليالي المشرقة»- في عام 1959 ، والتي أعيد نشرها -مرة أخرى- في نسخة منقحة ومختصرة عام 1971.
ومن كتابات أندرس بودلسن المبكرة -على سبيل المثال- المجموعة القصصية «الإشارة Signalet» والتي تم نشرها في عام 1967.  وينشغل بودلسن في أدبه بهوية الفرد (الذات) في المجتمع الحديث. وغالباً ما تُدرس كتب أندرس بودلسن في المدارس الثانوية بالدنمارك.
وقد فاز أندرس بودلسن بالعديد من الجوائز، بما في ذلك «الغار الذهبي» في عام 1969، و«الأصفاد الذهبية» في عام 1986 وجائزة الشرف «بالا روزينكرانتز Palle Rosenkrantz Prisen» في عام 2002.
وبعد توقف دام 12 عاما أصدر أندرس بودلسن  -في عام 2009- مجموعة قصصية  بعنوان «هواء ساخن Varm luft»

## روابط خارجية
- أندرس بودلسن على موقع IMDb (الإنجليزية)
- أندرس بودلسن على موقع أول موفي (الإنجليزية)
- أندرس بودلسن على موقع قاعدة بيانات الأفلام السويدية (السويدية)
- أندرس بودلسن على موقع قاعدة بيانات الفيلم (الإنجليزية)
- أندرس بودلسن على موقع كينوبويسك (الروسية)